# Magyar Képzőművészek és Iparművészek Egyesülete
A Magyar Képzőművészek és Iparművészek Egyesülete (rövidítve KÉVE) művészcsoport volt Magyarországon (1907 és 1947 között).

## Története
A KÉVE művészcsoportot Szablya-Frischauf Ferenc festő és iparművész kezdeményezésére alapították 1907-ben Budapesten. Már 1908-tól kiállításokat rendeztek Budapesten, kiállításaikkal külföldre is eljutottak. Fő céljuk volt a közönséggel megismertetni a művészeteket, ebből a célból anyagi lehetőségeik függvényében negyedévenként, majd évenként kiadták a Kéve könyve c. illusztrált köteteket, művészeti alkotások reprodukcióit műlapokon terjesztették. Az első világháború idején a KÉVE tagjai segítettek 100 ágyas kórházat berendezni az Iparművészeti Főiskolán a harctéri sebesült katonák részére.

## Tagjai

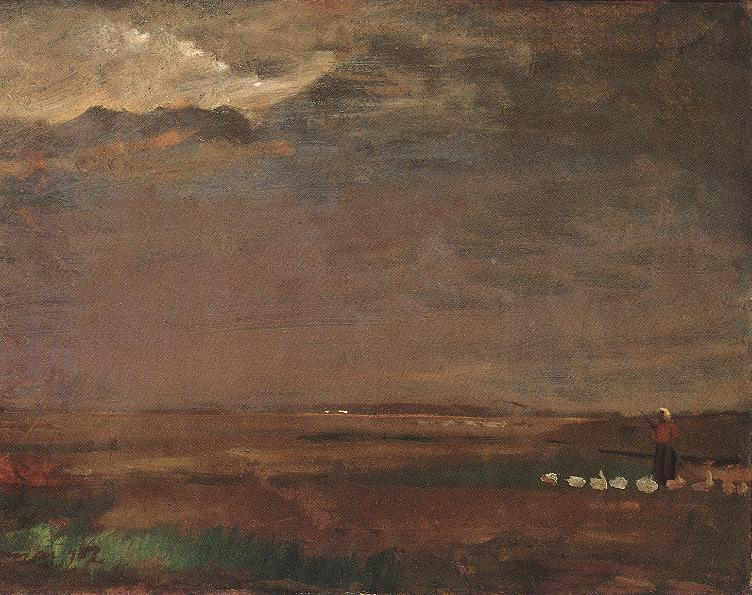
Tornyai János
Őszi reggel
(1907)

Majd négy évtizedes fennállása alatt számos kiváló hazai képzőművész és iparművész csatlakozott az egyesülethez, néhányuk neve betűrendben:

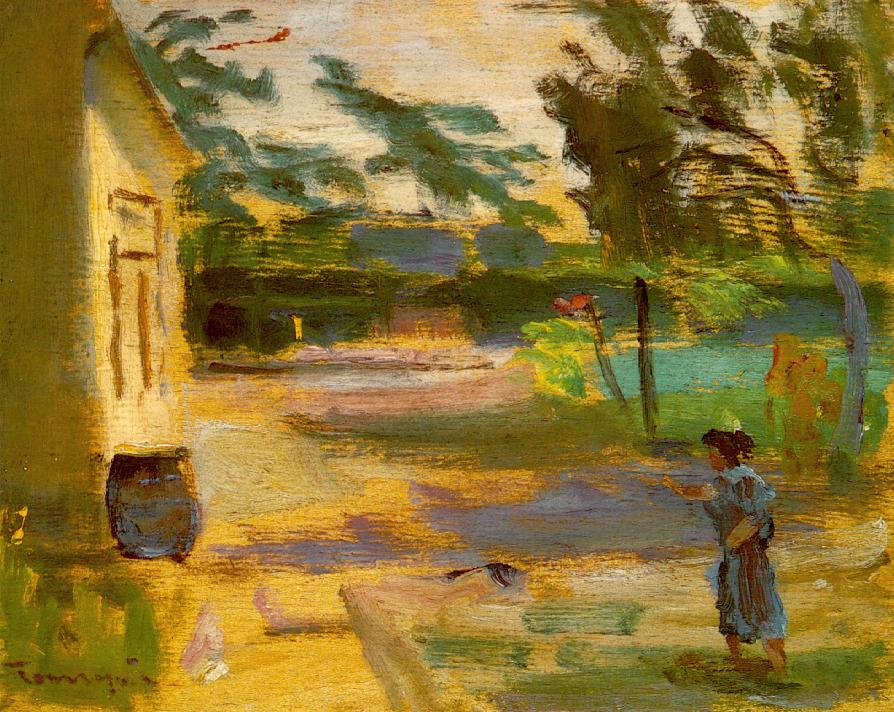
Tornyai János
Udvar napsütésben
(1928)

- Bánovszky Miklós
- Basilides Barna
- Bokros Birman Dezső
- Ecsődi Ákos
- Gönczi-Gebhardt Tibor
- Haranghy Jenő
- Konstantin Frida
- Lénárd Róbert
- Lohwag Ernesztin
- Moiret Ödön
- Paizs Goebel Jenő
- Rozgonyi László
- Szablya-Frischauf Ferenc
- Tornyai János